# Pseudoderopeltis versicolor
Pseudoderopeltis versicolor är en kackerlacksart som beskrevs av Karlis Princis 1962. Pseudoderopeltis versicolor ingår i släktet Pseudoderopeltis och familjen storkackerlackor. Inga underarter finns listade i Catalogue of Life.